# Sher 25
Sher 25 (NGC 3603 25) es una estrella situada a unos 20 000 años luz de distancia en NGC 3603, región HII en la constelación de Carina. Fue identificada por vez primera por D. Sher en 1965. Es considerada una de las principales candidatas para explotar como supernova en un futuro próximo.
De magnitud aparente +12,2, Sher 25 está clasificada como una supergigante azul de tipo espectral B1.5Iab. Con una masa de cerca de 60 masas solares y una luminosidad equivalente a 300 000 soles, está rodeada por una nebulosa de emisión que contiene un anillo ecuatorial y probablemente unos filamentos bipolares de flujo molecular, similar en morfología, masa y cinemática a la envoltura visible hoy en torno a SN 1987A. La propia estrella recuerda a Sanduleak -69° 202a, la progenitora de la supernova SN 1987A, acaecida en la Gran Nube de Magallanes.
La semejanza entre las nebulosas sugiere que el estado evolutivo de Sher 25 puede ser similar al de la progenitora de SN 1987A. Sin embargo, existen diferencias entre las nebulosas, implicando historias evolutivas desiguales, que pueden atribuirse a las distintas abundancias entre las poblaciones jóvenes de la Gran Nube de Magallanes y de la Vía Láctea, así como a diferencias entre la masa de ambas estrellas. Sher 25 parece haber estado en una fase evolutiva bastante estable durante las décadas pasadas; igualmente, la progenitora de SN 1987A tampoco destacó como una estrella variable antes de su explosión.
En contra de lo que se pensó en un principio, se cree que Sher 25 no ha pasado por la fase de supergigante roja, evolucionando directamente desde la secuencia principal a supergigante azul. La nebulosa que la rodea fue probablemente expulsada durante esta última etapa.